# Josef Hyrtl
Josef Hyrtl (Eisenstadt, Burgenland, 7 de dezembro de 1810 — Perchtoldsdorf, 17 de julho de 1894) foi um médico e anatomista austríaco.
Em 1846 descreveu um plexo venoso sob o lobo médio da tiroideia, chamado a partir de então de plexo de Hyrtl, em homenagem ao seu descobridor.